# Bratovoeşti
Bratovoeşti es una comuna ubicada en el distrito de Dolj, Rumania.

## Superficie
Posee una superficie de 65,62 kilómetros cuadrados.

## Demografía
Hasta 2021 la población era de 3230 habitantes, con una densidad de población de 49,22 habitantes por kilómetro cuadrado.